# Joseph Schuster
Joseph Schuster (Dresden, Saxònia, 11 d'agost de 1748 - Dresden, 24 de juliol de 1812) fou un compositor alemany.
Era fill d'un cantor de la capella electoral, que li'n donà les primeres lliçons de música. El 1765 marxà cap a Itàlia, on va romandre tres anys i estrenà diverses òperes. Al seu retorn a Dresden fou nomenat compositor de cambra del príncep elector, alternant en aquesta càrrec amb els seu condeixeble Franz Seydelmann, però tornà a Itàlia el 1774 per perfeccionar els seus coneixements al costat del pare Pare Martini, estrenant noves òperes a Venècia i Nàpols.
De 1778 a 1781 residí per tercera vegada a Itàlia, i a partir de llavors va viure a Dresden, on fou director de l'orquestra del teatre i exercí també les funcions de mestre de capella en diverses esglésies. Les seves òperes, que passen de 20, tingueren força acceptació a causa del seu estil agradable i melodiós, però avui estan oblidades per complet.
Deixà, a més:
- una Missa,
- una Passió,
- un Te Deum,
- el Salm 54,
- Oratoris, cantates, entre elles la titulada Das Sobder Musik considerada com la millor de les seves produccions, fragments per a piano a dues i quatre mans.
- un Concert per a piano,
- sis Quartets per a instruments d'arc,
- Simfonies, i d'altres diverses composicions.